# Рапична пеперуда
Рапична пеперуда (Pieris rapae) е вид пеперуда срещаща се и в България.

## Описание
Много наподбява на зелевата пеперуда, но е по-дребна. Крилете са с размери 3,2 -4,7 cm. На горната повърхност на предните крила имат черен край и две черни точки.

## Разпространение
Разпространена е в Европа и Северна Африка. Видът е интродуциран в Северна Америка, Австралия и Нова Зеландия.

## Начин на живот и хранене
Това е една от най-обикновените и често срещани пеперуди в България. Основни хранителни растения за гъсениците са зелеви видове от семейство Brassicaceae. Тя е вредител по зелевите култури.

## Размножаване
Пеперудите дават поне три поколения годишно от март до октомври.